# 眷属
眷属（けんぞく）は、眷愛隷属、眷顧隷属の略。主に以下のものを指す。
- 親族、同族。
- 従者、配下、家子、所従等の隷属身分の者。
- 眷属神（けんぞくしん）。

## 眷属神
眷属神としての「眷属」は、本来、神の使者をいう。多くはその神と関連する動物（想像上の動物を含む）。動物の姿を持つ、又は動物にみえる、超自然的な存在を意味することもある。日本の神道における例としては、蛇や狐、龍など。神に代わって神の意志を伝えるなどする、神使とよばれる。神と同様に人間を越える力を持つため「眷属神」とされ、眷属神を祀る神社もある。神社によっては入り口に随神門が置かれることがあり、左右に守り神として神像あるいは御幣が配置されている。この随神は狛犬と同じく必ずしも崇拝対象ではないが、簡易な賽銭箱が置かれることもある。
仏典では、仏に対する様々な菩薩などを指して用いられ、薬師仏における十二神将や不動明王の八大童子、千手観音の二十八部衆などを指す。
日本では本地垂迹説の発生とともに日本古来の神祇が仏、菩薩として再編され、本地仏を持つ親神、大きな神格に付属する小さな神格を眷属神とした。代表的なものとして王子神があげられる。